# فيل فيش

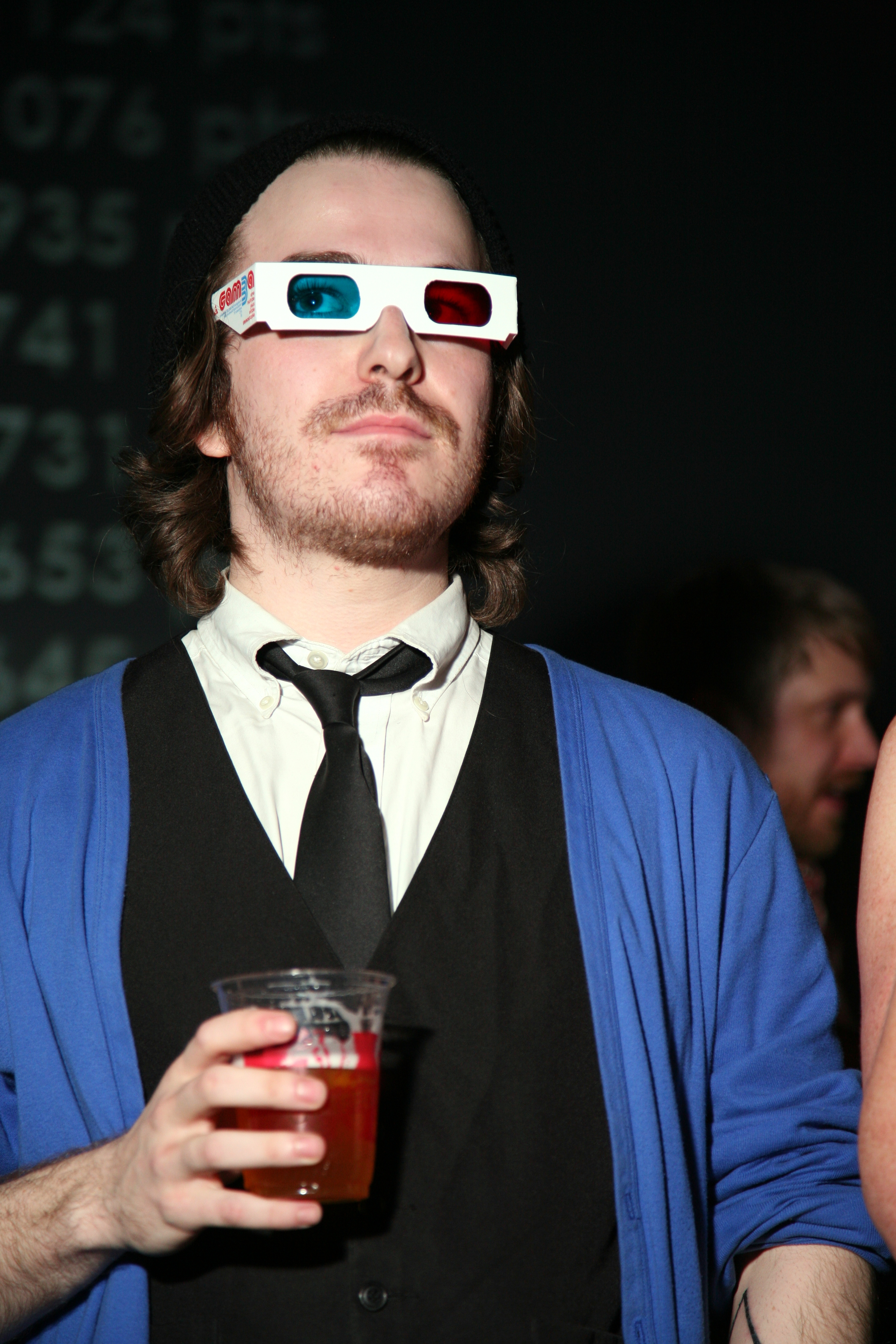
فيل فيش عام 2008م.

فليب بواسون (بالفرنسية: Phillipe Poisson) ، ويعرف حينها «فيل فيش» (بالإنجليزية: Phil Fish) ، منتج العاب الفيديو الكندي، ويعد من أبرز أحد منتجي ألعاب الفيديو في الولايات المتحدة. ظهر فيل فيش في الوثائقي لعبة مستقلة: الفيلم يحكي مراحل تطويره للعبة فيز، وأصبح مشهورًا وهذا أمر غير اعتيادي لمطوري الألعاب.

## وصلات خارجية
- فيل فيش على موقع IMDb (الإنجليزية)
- فيل فيش على موقع ميوزك برينز (الإنجليزية)
- فيل فيش على موقع ديسكوغز (الإنجليزية)
- فيل فيش على موقع قاعدة بيانات الفيلم (الإنجليزية)

- Polytron Corporation official website
- Fez official website